# خالد عبد الغفار
خالد عاطف عبد الغفار طبيب وسياسي مصري يشغل منصب نائب رئيس مجلس الوزراء للتنمية البشرية منذ 3 يوليو 2024 في حكومة مصطفى مدبولي الثانية ومنصب وزير الصحة والسكان منذ 13 أغسطس 2022 في حكومتي مدبولي الأولى والثانية. شغل سابقا منصب ووزير التعليم العالي والبحث العلمي من 29 أكنوبر 2021 إلى 13 أغسطس 2022 في حكومة مدبولي الثانية. كان يرأس قسم طب الفم وعلاج اللثة والتشخيص والأشعة بكلية طب الأسنان جامعة عين شمس في الفترة من عام 2009 وحتى نوفمبر 2015. وتولى منصب عميد طب أسنان عين شمس عام 2014، حيث ساهم في إدخال أحدث الأجهزة في علاج الأسنان بمستشفيات الجامعة. وعُين نائبًا لرئيس الجامعة لشئون الدراسات العليا والبحوث وحصل على جائزة الدولة التشجيعية في العلوم الطبية ونشر 20 بحثًا في دوريات ومجلات عالمية.

## دراسته
حصل عبد الغفار على درجة البكالوريوس في 1 مايو عام 1984، ودرجة الماجيستير في 1 ديسمبر عام 1989 في الأجسام المناعية للفيروسات بالأسنان ودرجة الدكتوراه في 1 ديسمبر عام 1995 عن الخصائص السريرية والجرثومية والمناعية في حالات التهاب سريع التغذية.

## وزير التعليم العالي
ووافق مجلس النواب في الجلسة العامة الصباحية في 14 فبراير 2017، برئاسة علي عبد العال على التعديل الوزاري الجديد في حكومة شريف إسماعيل بعد التصويت عليه. ويُعد عبد الغفار الوزير الـ32 على مدار تاريخ وزارة التعليم العالي منذ نشأتها عام 1961، والوزير الثاني عشر منذ اندلاع ثورة الخامس والعشرين من يناير عام 2011، والسادس منذ 30 يونيو عام 2013، بعد اختياره خلفًا للوزير السابق أشرف الشيحي.

## وزير الصحة والسكان
تولى خالد عبد الغفار منصب القائم بعمل وزير الصحة نيابة عن هالة زايد منذ 28 أكتوبر 2021 حتى 12 أغسطس 2022.
وافق مجلس النواب يوم 13 أغسطس 2022 على تعديل وزاري جديد شمل تعين خالد عبد الغفار وزيراً للصحة وتعيين محمد أيمن عاشور وزيراً للتعليم العالي والبحث العلمي.